# Forstnerbohrer

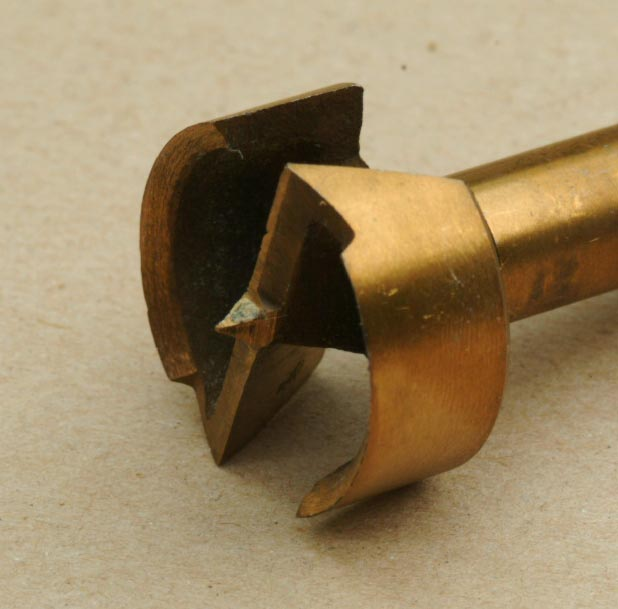
Kopf eines Forstnerbohrers

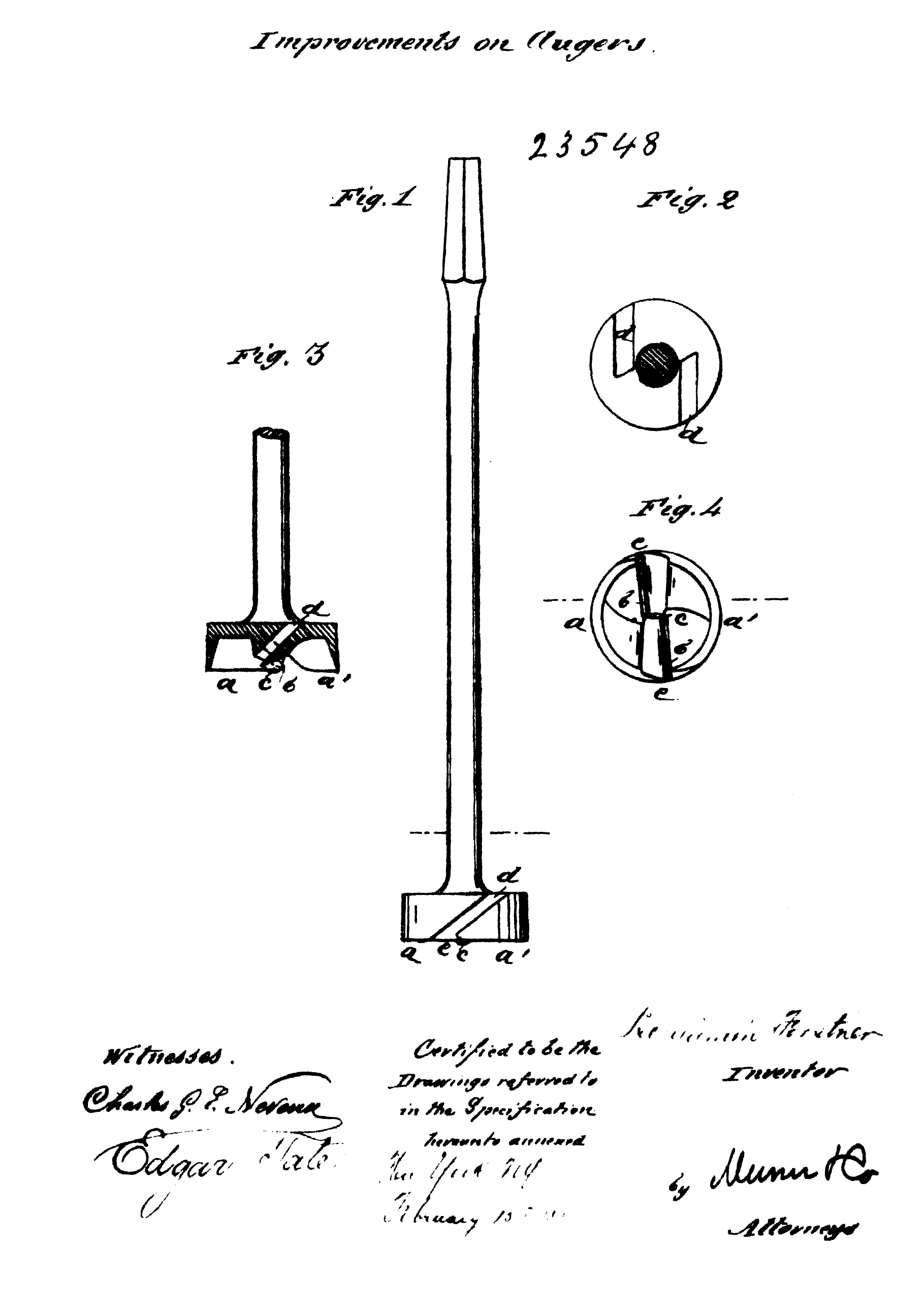
Patent CA23548 von B. Forstner

Forstnerbohrer, auch Astlochbohrer genannt, sind Bohrer für Bohrungen mit Durchmessern von 6 bis 150 Millimeter. Sie sind nach ihrem Erfinder, dem US-Amerikaner Benjamin Forstner (1834–1897) benannt, der diesen Bohrertyp 1886 zum Patent anmeldete.

## Konstruktion
Forstnerbohrer haben eine kurze Spitze zum Ansetzen und Zentrieren, zwei spanabhebende Schneiden und Umfangschneiden zum Vorschneiden des Lochrandes. Der Bohrerkopf verjüngt sich nach oben zur Verringerung der Reibung.
Der Forstnerbohrer ist, wie auch andere Bohrer, kein eigenständiges Werkzeug, sondern wird zum Zubehör einer Bohrmaschine gezählt.

## Verwendung
Forstnerbohrer werden in der Holzbearbeitung zur Herstellung von Sacklöchern verwendet. Die Form der Umfangschneiden ermöglicht durch die gute Führung seitlich offene Bohrungen. Die häufigste Anwendung ist die Herstellung von Aufnahmebohrungen für Topfscharniere und Verbindungsbeschläge in Möbeln. Auch Astlöcher lassen sich präzise ausbohren.

## Ähnliche Bohrwerkzeuge

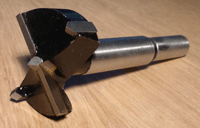
Kunstbohrer HW / Zylinderkopfbohrer HW

Eine Abwandlung des Forstnerbohrers ist der Kunstbohrer, dessen Umfangschneiden durch kleinere, besonders geformte Vorschneider ersetzt sind, meist aus Hartmetall.